# Tomentypnum
Tomentypnum là một chi rêu trong họ Brachytheciaceae.